# Isometopiellus
Isometopiellus is een geslacht van wantsen uit de familie van de Miridae (blindwantsen). Het geslacht werd voor het eerst wetenschappelijk beschreven door Akingbohungbe in 1996.

## Soorten
Het genus bevat de volgende soorten:

- Isometopiellus cylpoides Akingbohungbe, 1996
- Isometopiellus heterocephalus (Puton, 1898)
- Isometopiellus palliceps (Wagner, 1973)
- Isometopiellus ugandanus Akingbohungbe, 1996